# Lista de livros publicados por Fernando Henrique Cardoso
Esta lista apresenta, em ordem cronológica, todas os livros escritos pelo sociólogo e político brasileiro, ex-Presidente da República, Fernando Henrique Cardoso.
| Título                                                                                  | Data de publicação | Editora                       | Notas                                                                                   |
| --------------------------------------------------------------------------------------- | ------------------ | ----------------------------- | --------------------------------------------------------------------------------------- |
| Mudanças sociais na América Latina                                                      | 1969               | Civilização Brasileira        | [ 1 ]                                                                                   |
| Dependência e Desenvolvimento na América Latina                                         | 1970               | Civilização Brasileira        | Juntamente com Enzo Faletto                                                             |
| Política e desenvolvimento em sociedades dependentes                                    | 1971               | Zahar Editores                | [ 4 ]                                                                                   |
| Empresário Industrial e desenvolvimento económico no Brasil                             | 1972               | Difusão Europeia do Livro     | [ 5 ]                                                                                   |
| O modelo politico brasileiro: e outros ensaios                                          | 1973               | Difusão Europeia do Livro     | [ 6 ]                                                                                   |
| Autoritarismo e democratização                                                          | 1975               | Paz e Terra                   | [ 7 ]                                                                                   |
| As idéias e seu lugar: ensaios sobre as teorias do desenvolvimento                      | 1980               | Editora Vozes                 | [ 8 ]                                                                                   |
| A construção da democracia: estudos sobre política                                      | 1993               | Editora Siciliano             | [ 9 ]                                                                                   |
| Mãos à obra, Brasil: proposta de governo                                                | 1994               |                               | [ 10 ]                                                                                  |
| Por um Brasil mais justo: ação social do governo                                        | 1996               | Presidência da República      | [ 11 ]                                                                                  |
| Política de defesa nacional                                                             | 1996               | Presidência da República      | [ 12 ]                                                                                  |
| Desenvolvimento sustentável, mudança social e emprego                                   | 1997               | Presidência da República      | [ 13 ]                                                                                  |
| Avança Brasil: mais 4 anos de desenvolvimento para todos: proposta de governo           | 1998               |                               | [ 14 ]                                                                                  |
| A outra face do presidente: discursos do senador Fernando Henrique Cardoso              | 2000               | Editora Destaque              | [ 15 ]                                                                                  |
| Negros em Florianópolis: relações sociais e econômicas                                  | 2000               | Insular                       | [ 16 ]                                                                                  |
| Brasil 500 anos: futuro, presente, passado                                              | 2000               | Livraria José Olympio Editora | [ 17 ]                                                                                  |
| Capitalismo e Escravidão no Brasil Meridional                                           | 2003               | Paz e Terra                   | [ 18 ] [ 19 ]                                                                           |
| A Arte da Política                                                                      | 2006               | Civilização Brasileira        | [ 20 ]                                                                                  |
| Cartas a um Jovem Político                                                              | 2006               | Editora Alegro                | [ 21 ]                                                                                  |
| Cultura Das Transgressoes No Brasil                                                     | 2008               | Editora Saraiva               | [ 22 ]                                                                                  |
| Brasil Globalizado                                                                      | 2008               | Campus Elsevier               | Juntamente com Luciano Coutinho                                                         |
| América Latina: Governabilidade, globalização e políticas econômicas para além da crise | 2009               | Elsevier Brasil               | [ 24 ]                                                                                  |
| Relembrando o que Escrevi                                                               | 2010               | Civilização Brasileira        | [ 25 ]                                                                                  |
| Xadrez Internacional e Social-Democracia                                                | 2010               | Paz e Terra                   | [ 26 ]                                                                                  |
| A Soma e o Resto                                                                        | 2011               | Civilização Brasileira        | Tradução francesa: La Somme et le Reste, 2015, ed. Le Poisson Volant)                   |
| O Improvável Presidente Do Brasil                                                       | 2013               | Civilização Brasileira        | [ 28 ]                                                                                  |
| Pensadores que Inventaram o Brasil                                                      | 2013               | Companhia das Letras          | Tradução francesa: Ces penseurs qui ont inventé le Brésil, 2016, ed. Le Poisson Volant) |
| A miséria da Política                                                                   | 2015               | Civilização Brasileira        | [ 30 ]                                                                                  |
| Diários da Presidência - 1995-1996                                                      | 2015               | Companhia das Letras          | [ 31 ]                                                                                  |
| Diários da Presidência - 1997-1998                                                      | 2016               | Companhia das Letras          | [ 32 ]                                                                                  |
| Diários da Presidência - 1999-2000                                                      | 2017               | Companhia das Letras          | [ 33 ]                                                                                  |
| Diários da Presidência - 2001-2002                                                      | 2019               | Companhia das Letras          | [ 34 ]                                                                                  |